# Mortágua
Mortágua es un municipio portugués del distrito de Viseu, región estadística del Centro (NUTS II) y comunidad intermunicipal de Coímbra (NUTS III), con cerca de 2800 habitantes. Está integrado en el área Metropolitana de Coímbra, aunque pertenezca al Distrito de Viseu.

## Geografía
Es sede de un municipio con 248,59 km² de área y 8965 habitantes (2021), subdividido en 7 freguesias. Los municipio están limitados al norte por el municipio de Águeda, al nordeste por Tondela, al este por Santa Comba Dão, al sur por Penacova y al oeste por Mealhada y por Anadia.

## Demografía
| Gráfica de evolución demográfica de Mortágua entre 1849 y 2021 |
|                                                                |
| Datos según el nomenclátor publicado por el INE portugués.     |

## Freguesias
Las freguesias de Mortágua son las siguientes:
- Cercosa
- Espinho
- Marmeleira
- Mortágua, Vale de Remígio, Cortegaça e Almaça
- Pala
- Sobral
- Trezói

## Hermanamiento
- Wormeldange, en Luxemburgo (desde el 5 de junio de 2004).